# Kálmán Kandó

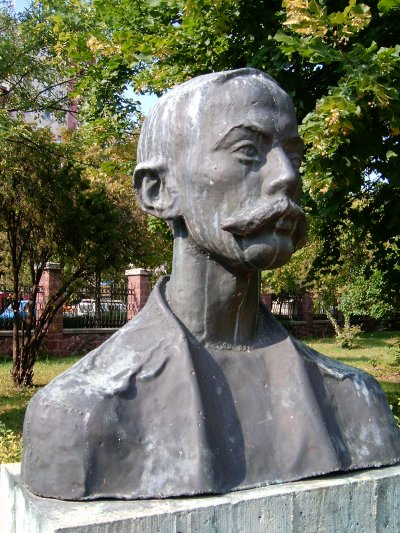
Borstbeeld Kálmán Kandó in Szekesfehervar

Kálmán Kandó de Egerfarmos et Sztregova (egerfarmosi és sztregovai Kandó Kálmán) (Pest, 10 juli 1869 – Boedapest, 13 januari 1931) was een Hongaars elektrotechnicus en uitvinder.

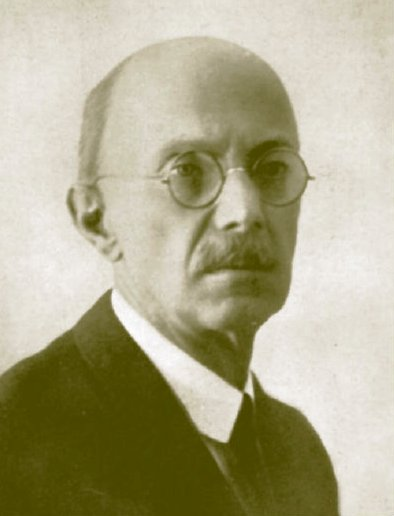
Kálmán Kandó

Kálmán Kandó ontwikkelde wisselstroommotoren en -generatoren voor elektrische treinen en industriële toepassingen. Als pionier op het gebied van de spoorwegelektrificatie ligt Kandó aan de basis van de huidige elektrische trein.

## Biografie
Na zijn opleiding werktuigkunde aan de Technische Universiteit van Boedapest werkte hij als junior engineer in Frankrijk aan de verdere ontwikkeling van Tesla’s inductiemotor. In 1894 vraagt András Mechwart (op dat moment directeur van Ganz) hem om terug te keren naar zijn thuisland, en voor de elektrotechnisch afdeling van zijn bedrijf te gaan werken.
Kort daarop ontwierp Kandó de driefasenmotor en –generator. Maar zijn interesse ging al snel richting de spoorwegelektrificatie, en om dit mogelijk te maken ontwikkelde hij een systeem om treinen te laten rijden op wisselstroom onder hoogspanning. Met behulp van zijn uitgevonden draaiende fase-omzetter kon hij een driefasenmotor laten draaien op  eenfasige wisselstroom, zodat zijn treinen in staat waren zware lasten te trekken. De Noord-Italiaanse Valtellina spoorlijn werd in 1902 Europa’s eerste grote geëlektrificeerde spoorlijn, die gebaseerd was zijn principe en zorgt 
ervoor dat Kandó internationale erkenning krijgt voor zijn prestaties in spoorweg engineering.
Na zijn behaalde succes woonde Kandó van 1907 tot 1915 in Italië, maar na het uitbreken van de Eerste Wereldoorlog, keert hij terug naar Hongarije. Vrijgesteld van militaire dienst, wordt hij algemeen directeur van de Ganz corporatie. Op Kando's initiatief en onder zijn leiderschap begint de fabriek verder te werken aan de fabricage van elektrische treinen en de bijbehorende elektrificatie van spoorlijnen.
Kálmán Kandó overleed op 61-jarige leeftijd in Boedapest. Gedurende zijn leven verwierf hij bijna 70 patenten 